# 昂里什蒙
昂里什蒙（法語：Henrichemont，法語發音：[ɑ̃ʁiʃmɔ̃]）是法国谢尔省的一个市镇，位于该省中北部，属于布尔日区。

## 地理
昂里什蒙（47°18'11"N, 2°31'28"E）面积25.27 平方千米，位于法国中央-卢瓦尔河谷大区谢尔省，该省份为法国中部省份，北起卢瓦雷省，西接卢瓦-谢尔省和安德尔省，南至克勒兹省，东南接阿列省，东临涅夫勒省。
与昂里什蒙接壤的市镇（或旧市镇、城区）包括：阿谢尔、拉沙普洛特、安布利尼、伊瓦勒普雷、梅讷图萨隆、莫罗格、帕拉西。

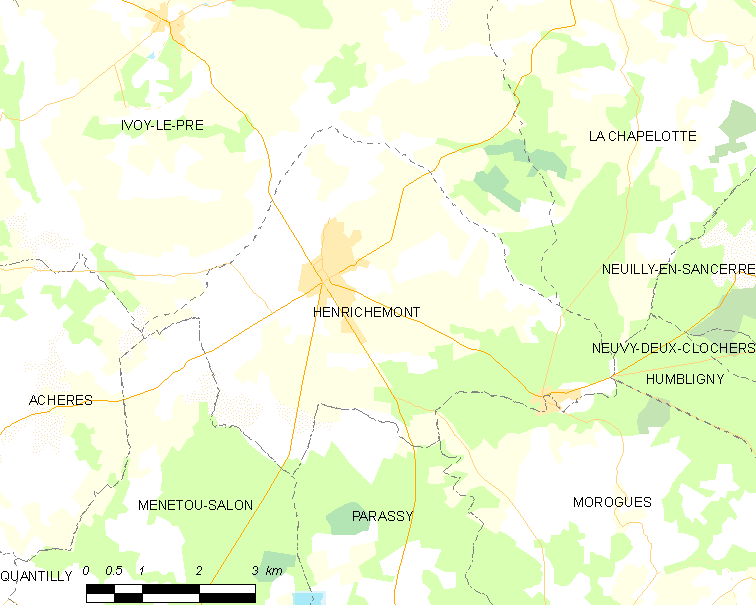
昂里什蒙的OSM定位图

昂里什蒙的时区为UTC+01:00、UTC+02:00（夏令时）。

## 行政
昂里什蒙的邮政编码为18250，INSEE市镇编码为18109。

## 政治
昂里什蒙所属的省级选区为圣日耳曼迪皮县。

## 人口

1962-2008年间昂里什蒙人口变化图示

昂里什蒙于2022年1月1日时的人口数量为1713人。